# Génissac
Génissac – miejscowość i gmina we Francji, w regionie Nowa Akwitania, w departamencie Żyronda.
Według danych na rok 1990 gminę zamieszkiwały 1153 osoby, a gęstość zaludnienia wynosiła 88 osób/km² (wśród 2290 gmin Akwitanii Génissac plasuje się na 375. miejscu pod względem liczby ludności, natomiast pod względem powierzchni na miejscu 874.).